# 자크 제르네
자크 제르네 (Jacques Gernet, 1921년 12월 22일, 알제, 프랑스 알제리 – 2018년 3월 3일, 반)는 20세기 후반의 프랑스 중국학자이다. 그의 가장 잘 알려진 작품은 《중국 문명》으로, 중국 역사와 문명의 900 페이지로 요약한 것이다.
제르네는 1942년 알제 대학에서 고전학 학위를 취득한 후 1942년부터 1945년까지 제2차 세계 대전에 참전했다. 1947년에 국립동양어학원에서 중국어 학위를 받았고 1948년에는 EPHE( 고등연구실습원)에서 학위를 받았다. 그는 CNRS의 연구원이자 일본 요미우리 신문의 학자로 활동하기 전에 프랑스국립극동연구원 회원이 되었다. 1956년에 문학박사 학위를 받았다.
1957년 소르본 대학 예술학부에서 처음에는 강사로, 1959년에는 교수로 중국어와 중국 문화를 가르쳤다. 1968년 그는 동아시아 언어 및 문명 교육 및 연구 부서( 파리-VII 대학교 )를 설립했으며 1973년까지 그 책임자였다. 콜레주 드 프랑스에 입학하여 중국 사회 및 지성사 (1975-1992) 의장을 역임했다.
1979년 6월 8일 Gernet은 Académie des Inscriptions et Belles-Lettres 의 회원으로 선출되었다.